# Wood (cráter)

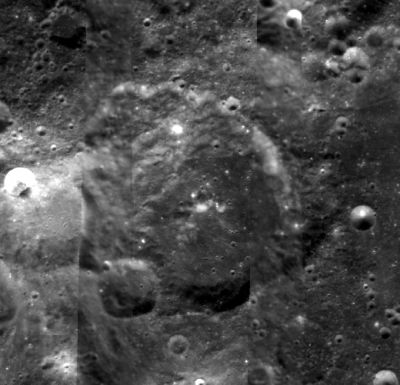
Fotografía de la misión Clementine (1994)

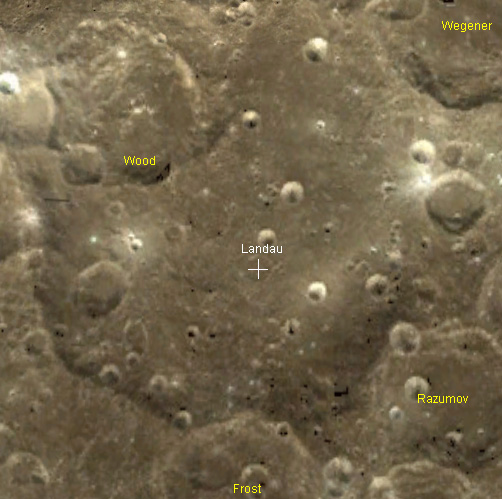
Captura de pantalla del programa World Wind Moon 1.3.

Wood es un cráter de impacto que se encuentra completamente dentro del interior de la llanura amurallada mucho más grande del cráter Landau, en la cara oculta de la Luna. Está situado en la parte noroeste del suelo de Landau, con el que comparte un borde común al noroeste.
|  |

La pared interior del lado noroeste se extiende hacia el interior, hasta alcanzar aproximadamente la mitad de la distancia hasta el punto medio del cráter, donde se localiza un pico central. El borde de Wood aparece algo desgastado y desigual, con un pequeño cráter sobre la sección suroeste. El suelo interior sobreviviente está casi nivelado y está marcado tan solo por unos pequeños impactos.
Wood se encuentra en el margen aproximado de la Cuenca Coulomb-Sarton, un cráter de impacto de 530 km de ancho del Período Pre-Nectárico.

## Cráteres satélite
Por convención estos elementos son identificados en los mapas lunares poniendo la letra en el lado del punto medio del cráter que está más cerca de Wood.
|      | \| Wood \| Coordenadas \| Diámetro \| \| ---- \| --------------------------------- \| -------- \| \| S \| 43°28′N 124°01′O / 43.46, -124.01 \| 34.0 km \| \| T \| 43°55′N 124°19′O / 43.91, -124.32 \| 10.5 km \| |          |
| Wood | Coordenadas | Diámetro |
| S    | 43°28′N 124°01′O / 43.46, -124.01 | 34.0 km  |
| T    | 43°55′N 124°19′O / 43.91, -124.32 | 10.5 km  |

El cráter satélite Wood T fue aprobado por la UAI el 25 de junio de 2017.